# Peter Ezugwu
Nkechinyelu Peter Ezugwu (Shrewsbury, 10 settembre 1976) è un ex cestista inglese di origine nigeriana, professionista in Europa e in Sudamerica.

## Carriera
Terminato il periodo universitario, vola nel massimo campionato francese per accasarsi al Dijon (4,4 punti a gara). L'anno successivo approda in Italia firmando un contratto in Serie A2 con l'Aurora Jesi dove parte però dalla panchina. Dopo due anni nel campionato spagnolo trascorsi tra Melilla, Badalona e Breogán, nel 2002 si trasferisce in Legadue alla Robur Osimo, finendo quindi la stagione a Scafati. Poi ancora Spagna con l'ingaggio del CB Inca, club all'epoca militante in Liga LEB.
Ezugwu fa il suo debutto in Serie A in occasione della stagione 2004-05, quando viene stabilmente schierato nel quintetto base dell'Air Avellino. Da qui, dopo una fugace parentesi al Saragozza, disputa altre tre stagioni in Legadue, due con la maglia della Nuova Pallacanestro Pavia e una con quella della Andrea Costa Imola. Dall'aprile 2008 ha una breve esperienza con i bosniaci del Široki, quindi torna in Legadue alla Dinamo Sassari, con cui raggiunge la finale dei play-off con un contributo personale di 9,9 punti e 6,9 rimbalzi. L'anno successivo ritorna a vestire i colori dell'Andrea Costa Imola, giocando la sua ennesima stagione in Legadue.
Nel gennaio del 2011, dopo una breve parentesi nel campionato Argentino con il 9 de Julio de Río Tercero e il Boca Juniors, fa nuovamente ritorno in Legadue all'Assigeco Casalpusterlengo. Nell'estate 2012 gioca con il Club Ciclista Olímpico, squadra della città argentina di La Banda.

## Palmarès
- Copa Príncipe de Asturias: 1

Melilla: 2001